# Луиза-Елизабет Бурбон-Френска
Мария-Луиза-Елизабет е най-голямата от дъщерите на Луи XV и Мария Лешчинска.
Сестра-близначка на Ан Анриет.
Отгледана е във Версай, в дворцовото крило на Принцовете, заедно с близначката си Ан-Анриет сестра си Луиз-Аделаид и с брат си, дофинът Луи-Фердинанд (1729-1765).По идея на кардинал Андре-Еркюл де Фльори по-малките й сестри са отгледани извън двора за да се спестят пари. Баща ѝ, на когото силно приличала по характер, въпреки че не била наследила неговата красота, много я обичал и я наричал Бабет.
През февруари 1739 г. Луи XV сгодява скъпата си Бабет за Фелипе I Пармски, един от синовете на испанския крал Фелипе V. Във френския двор приемат за обида този брак, тъй като годеникът не е имал никакви изгледи да наследи испанския трон. Въпреки това церемонията се състояла на 25 октомври 1739 г. 12-годишната Елизабет заминава за Испания, където както отбелязва херцог Люин в мемоарите си „постига голям успех в тази страна. Изключително са доволни там от нейното държание и осанка.“ Въпреки това изглежда, че тя бързо се отегчава от испанския двор, където протоколът е още по-обременителен отколкото във Франция, и където цари бездействие и скука.

## Потомство
От брака си тя ражда три деца:
- Мария-Изабела Бурбон-Пармска (1741 – 1763), която се омъжва за император Йозеф II, брат на Мария Антоанета.
- Фердинанд I Пармски (1751 – 1802), женен за Мария-Амелия Австрийска, сестра на император Йозеф II.
- Мария-Луиза Бурбон-Пармска (1751 – 1819), омъжена за испанския крал Карлос IV.

Елизабет умира от едра шарка на 6 декември 1759 г. при едно от посещенията при семейството си във Франция. Погребана е в Сен Дени до близначката си Ан Анриет.